# 조지 워싱턴의 퇴임 후
조지 워싱턴은 미국 헌법에 따라 선출된 최초의 미국 대통령이었다. 그는 1789년부터 1797년까지 2연임을 했다. 그는 1797년 3월 15일에 그의 사랑하는 집 마운트 버넌으로 돌아왔다. 그는 방치와 부실 관리로 인해 즉시 몇 달간의 보수 작업을 시작했다. 마침내 그는 마운트 버넌 저택을 복원할 수 있었다. 그의 농장들을 살려내는 것은 문제가 많았다. 은퇴 기간 동안 워싱턴은 지역 친구들, 이전의 공식적인 동료들, 그리고 초대 대통령이자 미국 독립 전쟁의 영웅이며 국가의 건국자를 만나고 싶어하는 낯선 사람들을 접대했다.
워싱턴은 프랑스와 미국 간의 고조되는 긴장을 포함하여 국정에 밀접하게 관심을 기울였으며, 이는 1798년 봄에 유사전쟁으로 발전했다. 반연방주의자들의 정치적 공격을 받은 워싱턴은 자신의 개인적인 유산을 보존하기 위해 조심했다. 그는 그의 후임 대통령인 존 애덤스에 의해 1798년 7월 2일 미국 새로 증강된 군대의 육군 중장 겸 사령관으로 임명되었다. 워싱턴은 실제 지휘권을 알렉산더 해밀턴에게 위임할 것을 주장했고, 애덤스는 그를 소장 겸 육군 사찰관으로 임명했다. 워싱턴은 자신의 임무를 수행했지만, 애덤스는 해밀턴을 질투했으며 해군력을 지지하는 사람이었다. 그러나 애덤스는 외교를 통해 유사전쟁을 끝낼 수 있었다.
1799년 여름, 워싱턴은 새로운 유언장을 작성하여 대부분의 재산을 아내 마사에게 남겼다. 뜻밖에도 그는 자신이 직접 소유한 모든 노예들을 해방시켰으며, 이는 아내 사망 후에 이행될 법적 명령이었다. 워싱턴의 유언장은 인간 착취에 보낸 평생에 대한 속죄 행위였으며, 그는 이것이 다른 노예 소유자들에게 본보기가 되어 미국 노예 제도의 종식을 앞당기기를 바랐다. 그의 대통령 재임 후 기간은 3년이 채 되지 않아 1799년 12월 14일 심한 목 감염으로 인한 갑작스러운 병과 사망으로 끝났다. 워싱턴은 자신의 전쟁 및 대통령 기록을 보존하기 위해 도서관을 계획했지만, 건설되기 전에 사망했다. 1801년 1월, 마사는 그의 노예들을 해방시켰다.
워싱턴 기념탑은 1885년에 완공되었다. 1941년에 완공된 러시모어산에는 그의 대통령 재임을 기리기 위해 거대한 워싱턴 석조 초상 조각이 있다. 2013년에는 워싱턴 대통령 도서관이 완공되어 일반에 공개되었다.

## 배경
미국 헌법에 따라 선출된 최초의 대통령인 조지 워싱턴은 1732년 2월 22일 버지니아 식민지에서 태어났다. 워싱턴은 버지니아 민병대에서 복무했으며, 중령으로 임명되었고 프렌치 인디언 전쟁 동안 영국군 에드워드 브래독 장군의 부관으로 활동했다. 1759년, 그는 부유한 과부 마사 커스티스와 결혼하여 마운트 버넌에 정착했다. 1759년부터 1774년까지 워싱턴은 버지니아 식민지 의회에서 복무했으며 "신중하고 사려 깊은 버지니아 귀족"으로 평가되었다.
1775년부터 1783년까지 워싱턴은 미국 독립 전쟁 동안 대륙육군 사령관이었다. 전쟁 후, 영국 국왕 조지 3세는 파리 조약에 따라 미국에 영국으로부터의 독립을 허용했다. 워싱턴은 군대에서 은퇴하고 마운트 버넌에서 유명한 전쟁 영웅으로서 다시 농업에 종사했다. 워싱턴은 1789년에 미국 대통령으로 선출되었고, 1792년에 재선된 후 두 번의 연속 임기를 수행했다. 존 애덤스는 1796년에 선출되어 1797년에 워싱턴의 뒤를 이었다.
워싱턴이 1797년에 퇴임했을 때, 국가는 양당제로 나뉘어져 공화당과 연방당으로 갈라졌는데, 후자가 미국 의회를 지배했다. 워싱턴이 제이 조약에서 영국과 동맹을 맺은 것에 대한 프랑스와의 분쟁은 해결되지 않았고, 국가는 유사전쟁의 위기에 처해 있었다. 공화당의 강력한 정치적 비판을 제외하고, 워싱턴의 대중적 이미지는 장군이자 초대 대통령으로서 전설적이었다. 워싱턴은 1797년 3월 4일 필라델피아에서 열린 애덤스의 대통령 취임식에 참석하여 그의 마지막 짧은 "고별 연설"을 낭독했다. 그는 두 번의 연속 임기를 마친 후 사랑하는 고향 마운트 버넌으로 돌아가기를 간절히 바랐다. 출발 전에 워싱턴은 아내 마사의 연애 편지가 담긴 필기구를 포함하여 소지품을 팔거나 나누어 주었다.
아무도 워싱턴의 대통령직에 도전할 용기가 없었지만, 그의 명성은 두 번째 임기 후반 동안 토머스 제퍼슨과 제임스 매디슨이 창당한 공화당의 감시를 받았다. 워싱턴은 정치적으로 중립이었지만, 그의 핵심 신념은 주로 연방당과 편을 이루었다. 1796년 7월 30일, 반연방주의 신문인 오로라지는 토머스 페인이 워싱턴에게 보낸 공개 서한을 게재했다. 프랑스에 수감되었던 페인은 워싱턴에 대해 "세상은 당신이 배교자인지 사기꾼인지, 당신이 좋은 원칙을 버렸는지 아니면 애초에 그런 원칙을 가지고 있었는지 결정하기 어려울 것"이라고 말했다. 친프랑스 공화당 논설들은 워싱턴을 "폭군 괴물"이라고 비난했으며, 그의 칭송받던 고별 연설은 "병든 정신의 혐오감"으로 매도되었다. 그러나 워싱턴은 자신의 명예를 옹호하기로 결심했다.

## 마운트 버넌으로의 귀환

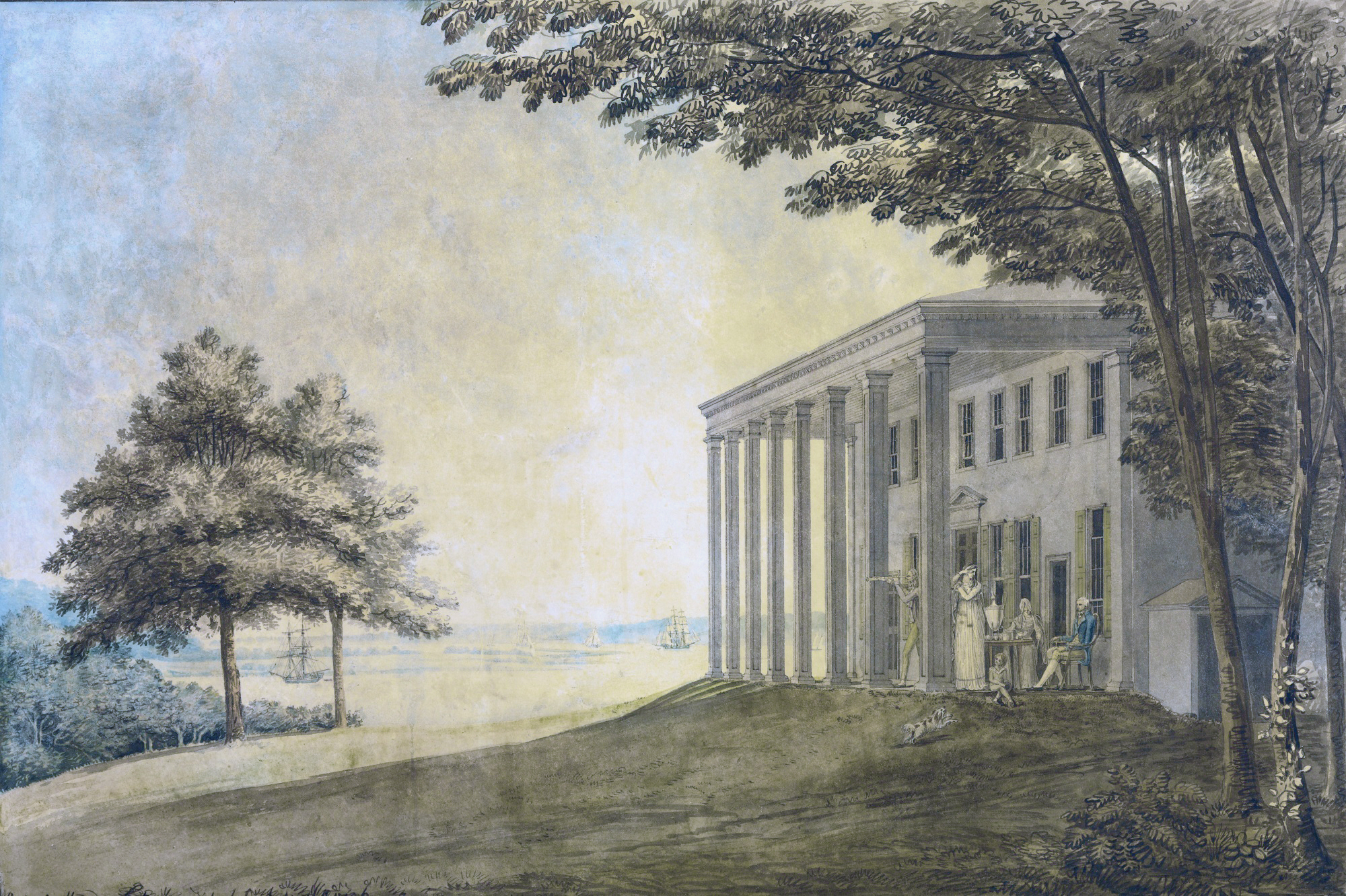
워싱턴 가족과 함께 테라스에서 바라본 마운트 버넌
화가: 벤저민 헨리 라트로브 1796

워싱턴은 1797년 3월 9일 필라델피아를 떠나 마운트 버넌으로 향했으며, 마사, 손녀 넬리, 조지 워싱턴 라파예트와 함께 여행했다. 일행은 며칠 동안 몇 군데를 들른 후 "엿새" 후에 마운트 버넌에 도착했는데, 워싱턴은 유명한 영웅이었기 때문이었다. 4월에 그는 한 편지에서 "다시 나의 포도나무와 무화과나무 아래에 앉았다"며 "남은 날들을 보내고 싶다"고 말했다. 워싱턴은 마운트 버넌에서 25마일 이내에 머무르려는 의지가 너무 강해서 조카 로렌스 오거스틴 워싱턴의 결혼식 참석을 정중히 거절했다.
워싱턴의 누이 베티 루이스가 사망했고, 워싱턴은 워싱턴 가문의 마지막 세대인 그의 남동생 찰스만 남았다. 베티의 죽음은 워싱턴에게 "형언할 수 없는 슬픔"을 안겨주었다.
워싱턴은 독립 전쟁과 그의 대통령 재임 기간 동안 모아둔 방대한 서류 자료들을 마운트 버넌으로 보냈다. 그는 그의 서류들을 복사하기 위해 인쇄기를 들여왔다. 이 자료들은 원래 "30에서 40개의 상자"에 담긴 군사 원정 기록, 일지, 그리고 의회 서신들을 포함하고 있었다. 워싱턴은 원래 마운트 버넌에 도서관 건물을 지을 계획이었고 그의 소장품들을 위한 책장을 주문했었다. 그러나 그의 죽음으로 인해 도서관 건설은 이루어지지 못했다. 워싱턴의 소장품들과 계획된 도서관은 20세기 의회에 의해 채택된 현대 대통령 도서관 시스템의 전조가 될 것이었다.

### 개조
돌아온 워싱턴은 마운트 버넌에 있는 그의 다섯 농장과 건물들이 황폐해진 것을 발견했다. 그는 건물들과 저택을 수리하기 위해 목수, 석공, 화가들을 부지런히 일하게 했고, 동시에 그의 농지를 재건하기 위해 노력했다. 워싱턴은 그가 "망치 소리, 혹은 페인트의 향기로운 냄새"라고 부른 것을 즐겼다. 워싱턴의 지휘 아래 일하는 노동자 군대는 그의 땅 위에 거대한 먼지구름을 만들어냈다. 워싱턴은 엄청난 개조 비용이 "완전히 새로운 시설"을 만드는 것과 같다고 믿었다.

### 가능한 일과
워싱턴은 오전 5시에 정확히 일어나 하인들을 깨워 그날의 할당량을 주었다. 워싱턴은 일하러 나타나지 않은 "기분 나쁜" 사람들을 꾸짖었다. 7시에 워싱턴은 콘브레드, 버터, 꿀로 된 식사를 했는데, 이는 먹기 쉽고 잘 맞지 않는 틀니와 부어오른 잇몸으로 인한 고통을 줄여주었다. 식사 후, 워싱턴은 말을 타고 여섯 시간 동안 자신의 농장을 감독했다. 그는 새로운 증류소를 관리하고 도랑을 넓히라고 명령했다.
한번은 광견병에 걸린 개에게 물린 노예의 건강 상태를 확인했다. 워싱턴은 자신의 땅에서 사슴을 밀렵하는 것을 금지했다. 오후 2시에 워싱턴은 저택으로 돌아와 3시에 손님들과 식사했다. 식사 후 워싱턴은 자신의 훈장들; 미국 독립 전쟁의 전투 장면을 그린 존 트럼불의 판화; 그리고 라파예트에게서 받은 프랑스 혁명의 유물인 바스티유 감옥의 열쇠를 보여주었다. 그 당시 워싱턴은 "살아있는 전설"로 여겨졌고, 많은 낯선 사람들이 워싱턴을 직접 보기 위해 마운트 버넌을 방문했다.

## 공화당과 연방당의 반목

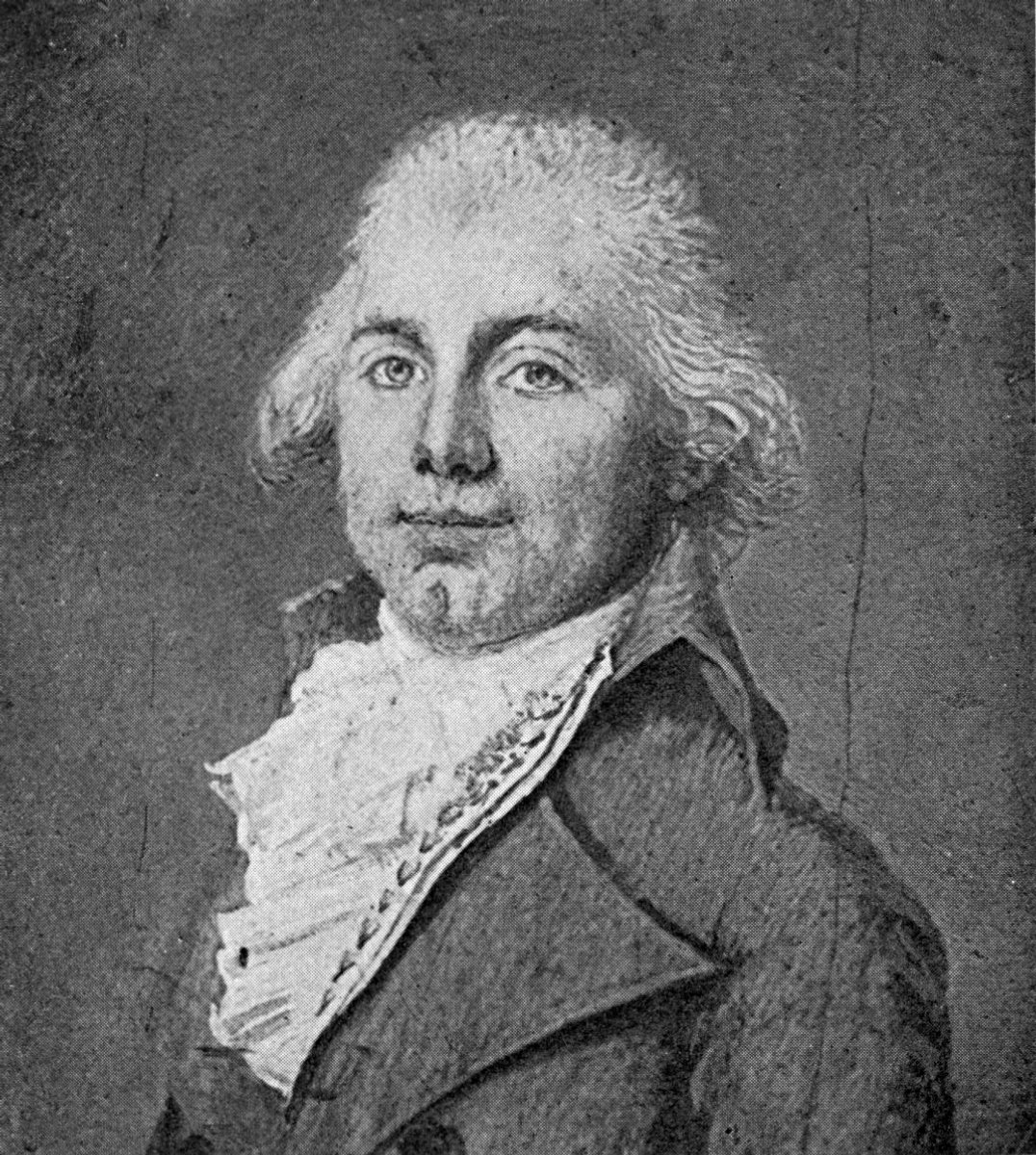
공화당 정치인 제임스 먼로는 1798년 출판물에서 제이 조약을 비난했다.
화가: 루이 세메 1794

워싱턴의 대통령 재임 후, 공화당과 연방당 간의 반목은 독성을 띠게 되었고, 의도치 않게 전직 대통령을 끌어들였다. 1798년 3월, 워싱턴이 임명했던 프랑스 주재 전직 공화당 장관 제임스 먼로는 자신의 불복종을 은폐하려던 시도로 워싱턴이 자신을 해임한 것을 비판하는 성명을 발표했다. 먼로의 제이 조약 비난은 워싱턴에 대한 직접적인 공격이었고, 워싱턴은 먼로의 소책자를 읽고 격분했다. 그는 서재로 가서 먼로의 폭언을 한 줄 한 줄 풍자적이고 신랄하게 비판하는 글을 썼다.
워싱턴은 또한 토머스 제퍼슨의 조카이자 공화당 선동가인 피터 카가 꾸민 기이한 음모에 대해서도 알게 되었다. 1797년 9월 25일, 카는 존 랭혼이라는 가명으로 워싱턴에게 편지를 보내 공화당을 공격하도록 유인하려 했으며, 이는 공화당 언론에 유포될 예정이었다. 워싱턴은 응답하지 않았고, 이 음모는 좌절되었다. 그러나 워싱턴은 더 나아가 이 음모를 제퍼슨 탓으로 돌렸다. 동료 버지니아 출신인 제퍼슨과의 관계는 파탄 났다. 1798년 3월, 워싱턴은 제퍼슨이 "미국에서 가장 교활하고 음모적이며 근면하고 이중적인 정치인 중 한 명"이라는 부정적인 평가에 동의했다.
워싱턴은 공세에 나섰다. 연방 도시를 방문하는 동안 워싱턴은 프랑스 혁명을 공개적으로 비난했다. 워싱턴은 자신의 편지를 통해 친프랑스 공화당원을 넘어 정부를 전복시키기 위한 전반적인 음모가 있다고 묘사했다. 그는 라파예트에게 "미국에는 여러 원인으로 형성된 당이 있는데, 이 당은 정부의 모든 조치에 반대하며 (그들의 모든 행동이 보여주듯이) 그 바퀴를 막음으로써 간접적으로 정부의 본질을 바꾸고 헌법을 전복시키기로 결정했다"고 썼다. 워싱턴은 또한 존 애덤스의 연방당 외국인 및 선동법을 무모하게 지지했는데, 이 법안은 선동적인 공화당원을 진압하기 위해 의회에서 통과되었다. 워싱턴은 또한 프랑스 뇌물 스캔들인 XYZ 사건의 여파로 무죄가 입증되었다. 그 결과 프랑스 정부에 대한 공화당의 지지에 대한 대중의 반발이 일어났다.

## 유사전쟁

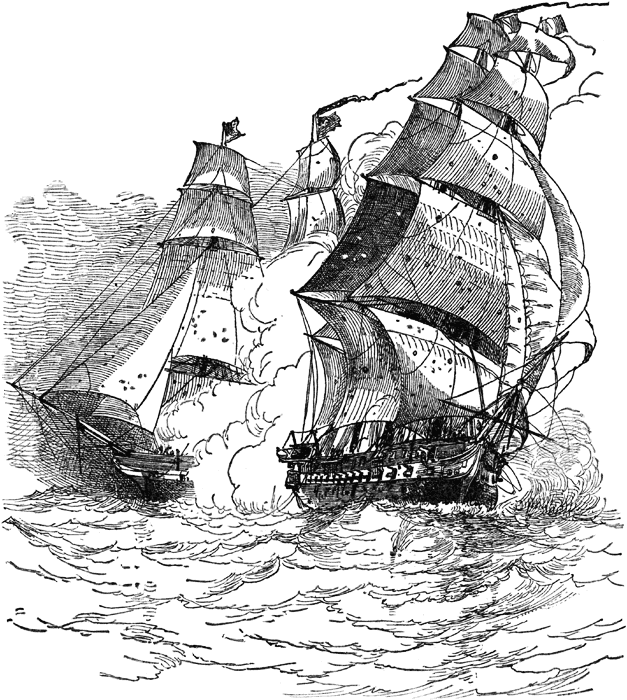
이 프랑스 해군 프리깃함 L'Insurgente를 나포했다.

1789년 4월 워싱턴이 대통령으로 취임했을 때, 프랑스는 미국과 강력한 동맹국이었고, 루이 16세는 미국 독립 전쟁 동안 영국으로부터의 미국 독립을 재정적으로나 군사적으로 강력하게 지원했다. 그의 첫 임기 엿새 만에 프랑스 혁명은 프랑스와 영국 간의 전쟁으로 유럽을 몰아넣었고, 워싱턴 대통령과 그의 행정부는 중립을 유지하기로 선택했다. 1793년 1월 21일, 루이 16세는 단두대에서 처형되었다. 워싱턴이 그의 두 번째 임기 중인 1794년에 영국과의 상업 및 외교적 관계를 공식화한 제이 조약에 서명하면서 상황은 더욱 복잡해졌다. 1795년, 프랑스는 2,000척이 넘는 미국 상선들을 나포하는 것으로 대응하기 시작했고, 미국 해군은 보복하여 프랑스 해군 함정들을 공격하고 나포했다. 프랑스 혁명 전쟁은 워싱턴의 대통령 재임 후에도 계속되었다.
취임 후 애덤스 대통령은 워싱턴의 "파괴된 중립 정책"으로 인한 피해를 복구해야 했다. 1798년 XYZ 사건 이후 미국과 프랑스 간의 전쟁 준비가 이루어졌다. 중립을 유지할 수 없었던 애덤스는 해상에서의 프랑스 적대 행위에 대응해야 했고, 이는 유사전쟁으로 절정에 달했다. 1798년 7월 2일, 애덤스는 워싱턴을 육군 중장 및 임시 미합중국군 사령관으로 임명했지만, 워싱턴의 부하 장군들을 선택하는 데 논란이 뒤따랐다. 1798년 7월 11일, 제임스 맥헨리 국무장관은 직접 마운트 버넌으로 가서 의회의 승인을 받은 애덤스의 편지와 임명장을 워싱턴에게 전달했다. 워싱턴은 임명장을 수락했지만, 프랑스가 미국을 침공하지 않는 한 적극적으로 복무하지 않을 것을 요구했다. 워싱턴이 제안한 부하 장군들의 임명을 놓고 심각한 논란이 벌어졌다. 워싱턴의 군사적 기량을 존경하면서도 질투했던 애덤스는 마지못해 동의했다.
워싱턴은 그의 전직 재무장관인 알렉산더 해밀턴을 선택했고, 워싱턴은 해밀턴을 육군 소장 겸 총감으로 임명하도록 애덤스에게 추천했으며, 헨리 녹스와 찰스 코츠워스 핑크니는 소장으로 복무하게 되었다. 해밀턴의 직책을 원했던 녹스는 애덤스에게 항의했고, 애덤스는 변화를 고려했다. 맥헨리와 애덤스의 재무장관 올리버 월컷 주니어가 녹스를 부사령관으로 반대하자, 애덤스는 워싱턴에게 양보하고 녹스 대신 해밀턴을 임명했는데, 녹스는 소장 임명을 거부했다. 워싱턴은 마운트 버넌에 머물렀고 애덤스는 프랑스와 협상을 시작했다. 워싱턴은 전쟁의 끝까지 살지는 못했지만, 1800년 애덤스의 외교를 통해 위기는 해결되었다.

## 노예 해방
독립 전쟁 이래로 워싱턴은 노예 제도에 대해 고뇌했으며 한동안 자신의 노예들을 해방시키고 플랜테이션 규모를 줄이는 것을 고려하고 있었다. 워싱턴은 후세나 미래 세대가 자신의 노예 소유에 대해 혹독하게 비판할 것임을 알고 있었다. 그는 처음에는 땅을 팔고 노예들을 해방시킨 후, 땅 매각 대금으로 노예들을 부양할 계획이었지만 구매자를 찾을 수 없었다.
1799년 여름, 워싱턴은 새 유언장을 작성하여 자신이 직접 소유한 노예 124명 전원이 아내 마사 사망 후에 해방되도록 명시했다. 워싱턴은 노예 가족 분리 문제와 마사의 재정 상태에 대한 우려 때문에 노예들의 해방을 미루었다. 젊은이와 노인 모두 보살핌을 받을 것이었다. 젊은 해방 노예들은 직업 훈련을 받을 것이고, 나이 든 해방 노예들은 워싱턴의 유산에서 제공되는 연금으로 살게 될 것이었다.
워싱턴은 노예 소유 주였던 버지니아에서 노예제 폐지가 얼마나 분열적일지 잘 알고 있었기 때문에, 노예들이 해방된 후에 팔리거나 버지니아를 떠나도록 강요받지 않을 것을 요구했다. 그러한 의미에서 워싱턴의 의도는 흑인과 백인이 아프리카로 추방되거나 재식민지화되는 대신 버지니아에서 동등한 시민으로 함께 살도록 하는 것이었을 수 있다. 워싱턴의 나이 든 시종이자 구두장이 노예인 윌리엄 리는 "독립 전쟁 동안의 충실한 봉사"로 즉시 해방되었다. 워싱턴은 리에게 연금으로 30달러를 주었다.
역사가 존 펄링은 워싱턴의 유언장이 그가 인간 착취에 보낸 삶에 대한 속죄 행위였다고 믿었다. 또한 워싱턴은 자신의 본보기가 다른 노예 소유자들도 비슷한 조치를 취하도록 이끌기를 바랐다. 워싱턴의 사망 후, 마사는 그의 노예들이 유언장에 그녀의 사망 시 자유가 조건이라고 명시되어 있었기 때문에 그녀를 죽여서 자유를 얻으려 할까 봐 두려워했다. 이를 막기 위해 (비록 그의 노예들이 그녀를 죽였을 가능성은 낮았지만) 마사는 1801년 1월 1일에 워싱턴의 모든 노예들을 해방시켰다. 워싱턴과 마사는 법적으로 커스티스 노예들을 해방시킬 수 없었다. 그들은 마사의 사망 시 커스티스 재산으로 되돌아와 그녀의 손주들에게 분할될 것이었다. 워싱턴의 유언장과 그의 노예들의 해방(자유)은 버지니아 사회에 역효과를 가져왔는데, 1806년에는 노예 소유주들이 노예들을 해방시키는 것을 더 제한하는 조치를 통과시켰다.

## 갑작스러운 병과 죽음

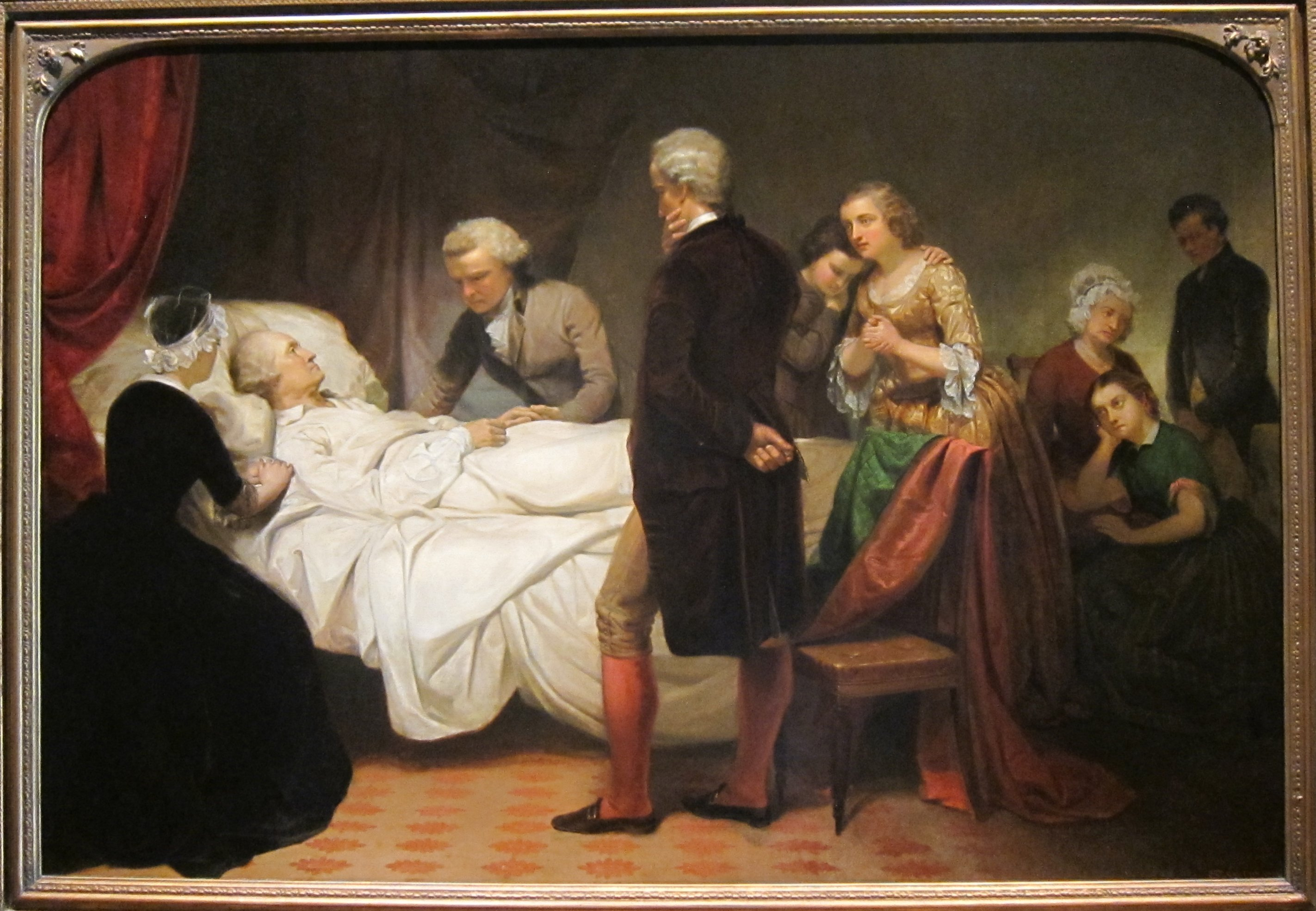
유니우스 브루투스 스턴스의 <워싱턴의 임종> 1799

1799년 12월 12일, 마운트 버넌과 주변 지역에 폭설, 진눈깨비, 우박을 동반한 심한 폭풍이 몰아쳤다. 워싱턴은 낙담하지 않고 다섯 시간 동안 승마를 하고 마운트 버넌 주변을 도는 엄격한 일상을 계속했다. 저택으로 돌아온 그는 손님들과 식사하기 위해 젖은 옷을 갈아입는 것을 정중히 거절했다. 12월 13일, 워싱턴은 목소리가 쉬었지만 추운 날씨에 밖에서 가지치기할 나무에 표시를 하는 일을 계속했다. 그는 감기에 걸린 것을 알았지만 치료받기를 거부했다. 그는 자신에게 "왔던 대로 가라"고 말했다.
다음 날인 12월 14일 오전 3시, 워싱턴은 깨어났고 심하게 아팠으며, 목소리는 거의 들리지 않고 숨쉬기가 극도로 어려웠다. 워싱턴의 주치의인 제임스 크레이크 박사와 다른 두 의사, 구스타부스 리처드 브라운 박사, 엘리샤 C. 딕 박사가 마운트 버넌으로 호출되었다. 워싱턴의 상태는 의사들이 그를 설사시키거나 사혈하고 당시의 다양한 표준 의료 절차를 시행하는 동안 급속히 악화되었지만, 이 모든 것은 죽어가는 환자를 돕는 데 긍정적인 효과가 없었다. 딕은 워싱턴의 네 번째이자 마지막 사혈에 강력히 반대했는데, 이는 워싱턴의 피부색이 푸르게 변한 산소 결핍 상태인 워싱턴을 심각하게 약화시킬 것이었기 때문이었다. 상황의 심각성을 본 딕은 세 명의 상담 의사 중 가장 젊은 의사로, 워싱턴의 폐에 공기가 들어갈 수 있도록 기관절개술을 시행하여 환자의 생명을 구해야 한다고 권했지만, 두 선배 의사는 비교적 새로운 수술 절차를 시행하는 것을 거부했다. 자정 무렵, 숨을 쉴 수 없었던 워싱턴은 사망했다. 두 선배 의사는 워싱턴의 치명적인 질병을 편도주위농양 또는 후두기관염으로 진단했지만, 딕은 그 상태가 더 심각한 "심한 목 염증"이라고 생각했다. 최근 연구에서는 워싱턴이 급성 세균성 후두개염으로 사망했을 가능성이 가장 높다고 결론지었다.

### 장례식과 매장
유언에 따라 워싱턴의 군대식 장례식은 1799년 12월 18일 마운트 버넌에서 거창한 국장 대신 가족, 친구, 동료들에게만 한정되어 거행되었다. 장례식은 오후 3시에 시작되었는데, 포토맥 강에 정박한 스쿠너가 1분마다 포를 발사하기 시작했다. 워싱턴의 관에 있는 은판에는 "심판을 위해 일어나라"는 뜻의 "Surge Ad Judicium"과 "하느님께 영광"이라는 뜻의 "Gloria Deo"라는 글이 새겨져 있었다. 군 장교들과 동료 프리메이슨 회원들이 운구자로 봉사했다. 알렉산드리아의 악단은 장송곡을 연주했다. 프리메이슨 앞치마와 워싱턴의 검이 그의 관을 장식했고, 그의 믿음직한 말은 두 노예가 검은 복장으로 이끌고 그의 시신 앞을 지나갔다.
딕은 장례식에 참석하여 모든 프리메이슨 의식을 지시했다. 마운트 버넌은 이후 미국 국민이 헌법 아래 최초의 대통령으로서, 그리고 미국 독립 전쟁 동안 총사령관으로서의 그의 공헌에 경의를 표하는 애국적인 장소가 되었다. 워싱턴의 시신은 잡초가 무성한 언덕 아래, 나무 둔덕 아래에 있는 그의 공동 가족 묘지에 다른 관들과 함께 안치되었으며, 워싱턴은 새 벽돌 묘실에 대한 지시를 남겼다. 그의 묘실을 방문한 초기 방문객들은 열악한 상태와 방치에 대해 불평했다.

### 필라델피아 추모 예배
1799년 12월 19일, 존 마셜 미국 하원의원은 워싱턴이 마운트 버넌에서 사망했음을 공식적으로 하원에 발표했다. 12월 23일, 마셜은 의회 앞에서 연설하며 조직적인 연방-주립 장례식의 기초가 될 과정을 시작했다. 의회는 연방 도시에서 워싱턴을 위한 대리석 기념비를 제안했고, 필라델피아에서 워싱턴을 기리는 장례 행렬을 조직했다. 일주일 후, 행렬은 트럼펫 연주자에 의해 이끌려 의사당에서 시작하여 필라델피아 거리를 지나 독일 루터교회에서 끝났다. 교회에서 헨리 리 3세 장군이 추모 연설을 했다. 리는 워싱턴에 대해 "전쟁에서는 첫째요, 평화에서는 첫째요, 그리고 그의 동포들의 마음속에서는 첫째"라고 유명하게 말했다. 그러나 이후 토머스 제퍼슨 미국 대통령과 민주공화당이 지배하게 된 의회는 대리석 기념비를 위한 자금 지원 및 제작 약속을 이행하지 못했다. 워싱턴을 기리기 위해 연방 도시는 곧 그의 이름을 따서 워싱턴 D.C.가 되었다.

## 그 후
그의 죽음 이후, 워싱턴은 전국적으로 애도되었고 "모든 마음을 하나로 묶는 사람"으로 찬양받았다. 워싱턴은 독립 전쟁 동안 애국자들을 통합하고 그의 대통령 재임 기간 동안 국가를 하나로 유지한 장군이자 정치가로 여겨졌다. 그는 남부인이든 북부인이든 그 무엇보다 "미국인"으로 간주되었다.
역사가 T.H. 브린에 따르면, 워싱턴은 미국 헌법의 "정당성을 높였다". 브린은 워싱턴이 "대통령직에 엄청난 정치적 자본을 가져왔다. 그는 아마도 그 직책을 맡은 사람 중 가장 카리스마 있는 인물이었을 것이다. 그 남자와 관련된 모든 것 — 그의 행동, 복장, 선언, 심지어 그의 마차까지 — 새로운 헌법 질서의 상징이 되었다. 심오한 상징적 의미에서 그는 새로운 국가였다."고 말했다.
1884년 12월 6일, 조지 워싱턴을 기리는 워싱턴 기념탑이 완공되었고 1885년 2월 21일 헌정되었다. 1941년 10월 러시모어산 기념비가 완공되어 세 명의 다른 대통령 중 워싱턴을 가장 먼저 기렸다.

### 대통령 도서관

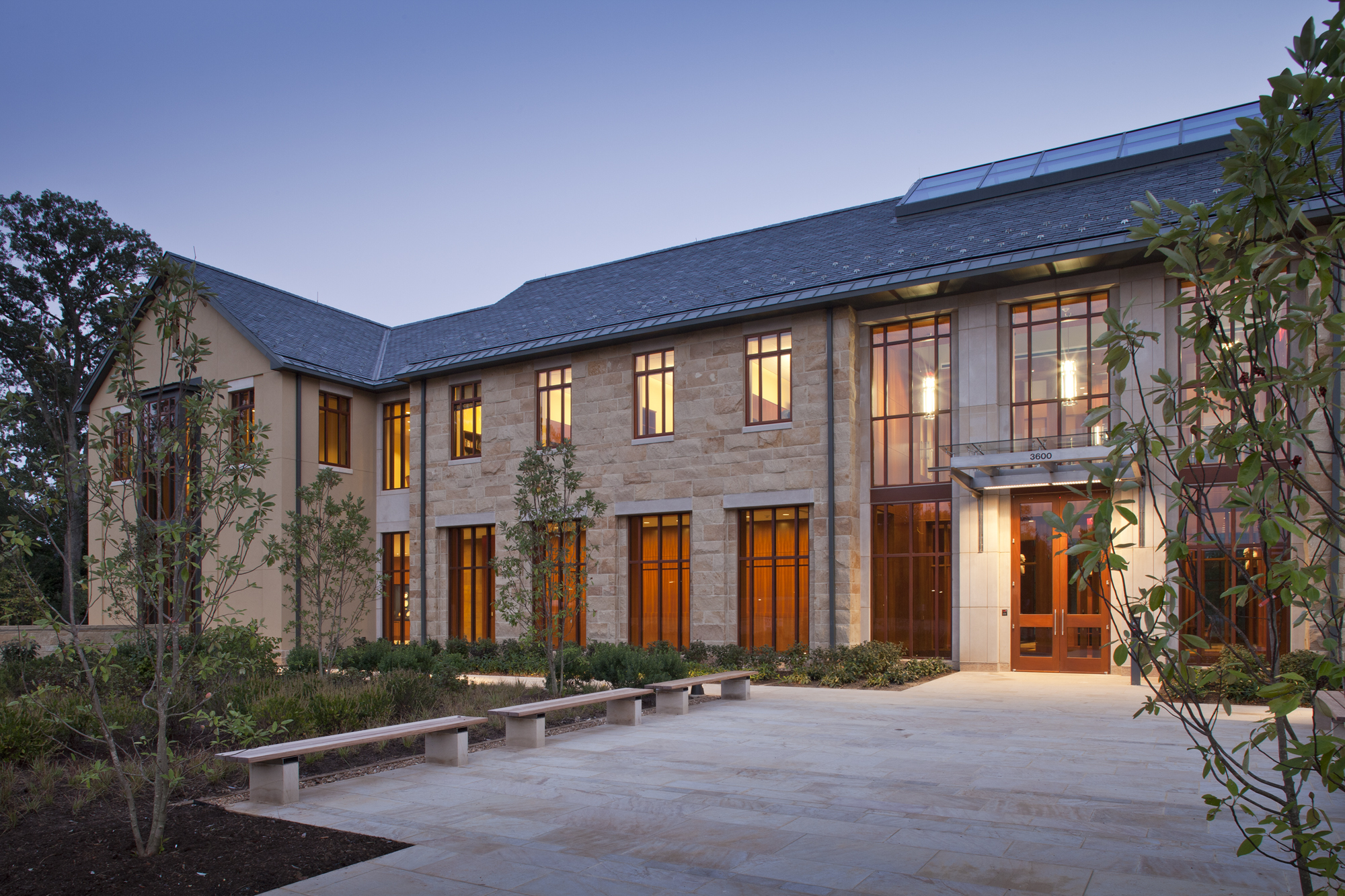
워싱턴 대통령 도서관

제2차 세계 대전 이후 20세기 애국 시대에 의회는 대통령 역사와 문서 보존에 관심을 갖게 되었다. 대통령 도서관 법(1955)은 대통령을 위한 도서관이 민간에 의해 건설되고 연방이 유지하도록 설립했다. 대통령 기록 법(1978)은 대통령의 문서 기록이 미국의 소유임을 확립했다. 대통령 도서관 법(1986)은 민간 기부금이 대통령 도서관과 연결되어 유지 보수 비용을 지불하는 데 도움이 되도록 요구했다.
1986년, 마운트 버넌 숙녀 협회(MVLA)는 워싱턴의 중요성과 생애사를 세계에 알리려 했다. 2010년, MVLA는 워싱턴에 대한 이해를 더 높이기 위해 조지 워싱턴 연구를 위한 프레드 W. 스미스 국립 도서관 건립을 계획했다. 도서관 착공은 2011년 4월에 이루어졌다. 도서관은 2013년 9월 27일에 완공되어 일반에 공개되었다. 도서관 시설은 45,000평방피트이며 워싱턴의 책, 원고, 신문 및 문서들을 소장하고 있으며, 학술 연구와 교육의 장소이기도 하다.

## 참고 문헌
1. 1 2  Cooke 2002, 19쪽.
2. 1 2 3 4  Cooke 2002, 19–20쪽.
3. 1 2 3 4  Ferling 2000, 277쪽.
4. 1 2  Flexner 1974, 397쪽.
5. 1 2  Cooke 2002, 2–4, 18–19쪽.
6. ↑  Chernow 2010, 767쪽.
7. ↑  Chernow 2010, 769쪽.
8. ↑  Ellis 2004, 245, 247쪽.
9. ↑  Chernow 2010, 775쪽.
10. ↑  Chernow 2010, 775-776쪽.
11. ↑  Chernow 2010, 777쪽.
12. ↑  Chernow 2010, 775–777쪽; Ellis 2004, 241쪽.
13. ↑  Ellis 2004, 241쪽.
14. ↑  Chernow 2010, 776쪽.
15. 1 2  Ellis 2004, 241-242쪽.
16. ↑  Ellis 2004, 247쪽.
17. ↑  Ellis 2004, 245-246쪽.
18. ↑  Ellis 2004, 246, 310쪽.
19. ↑  Ellis 2004, 246–248쪽.
20. ↑  Ellis 2004, 247–248쪽.
21. 1 2  Akers 2002, 27쪽.
22. ↑  Akers 2002, 29쪽.
23. ↑  Grizzard 2002, 263쪽.
24. ↑  Akers 2002, 29–30쪽.
25. ↑  Ferling 2000, 276쪽.
26. 1 2 3  Smith.
27. ↑  MacLeod.
28. ↑  Ten Facts About Washington & Slavery.
29. 1 2  Ellis 2004, 268쪽.
30. ↑  Ferling 2000, 296쪽; Cooke 2002, 20쪽.
31. 1 2  Wallenborn 1999.
32. ↑  Marx 1955.
33. ↑  Chernow 2010, 806–807쪽; Lear 1799, 257쪽.
34. 1 2 3  Chernow 2010, 809–810쪽.
35. 1 2  Eliassen.
36. 1 2  Chernow 2010, 810쪽.
37. ↑  Wineberger 1858, 39–40쪽.
38. 1 2  Wineberger 1858, 41–47쪽.
39. 1 2  Chernow 2010, 811–812쪽.
40. ↑  Ferling 2000, 300쪽.
41. ↑  Breen 2016, 4–5쪽.
42. ↑   & Washington Monument History & Culture 2018.
43. 1 2  National Park Service Brochure 1965.
44. ↑  National Archives.
45. ↑  Washington Presidential Library.

## 자료
- “2011 Earthquake”. National Park Service Washington Memorial. 2018년 11월 25일. 2019년 3월 20일에 확인함.
- Akers, Charles W. (2002). 〈John Adams〉.   Graff, Henry. 《The Presidents: A Reference History》 7판. New York City: Charles Scribner's Sons. 23–38쪽. ISBN 0-684-80551-0.
- 《Boston to Washington: A Complete Pocket Guide To The Great Eastern Cities And The Centennial Exhibition With Maps》. Cambridge: Hurd And Houghton The Riverside Press. 1876.
- Breen, T.H. (2016). 《George Washington's Journey: The President Forges a New Nation》. New York: Simon & Schuster Paperbacks. ISBN 978-1-4516-7542-9.
- Chernow, Ron (2010). 《Washington: A Life》. Penguin Press. ISBN 978-1-59420-266-7., Pulitzer Prize
- Cooke, Jacob E. (2002). 〈George Washington〉.   Graff, Henry. 《The Presidents: A Reference History》 7판. New York City: Charles Scribner's Sons. 1–21쪽. ISBN 0-684-80551-0.
- Corneliussen, Erin (2014년 5월 12일). “The Best View of Washington is Now Open to the Public”. Smithsonian.com. 2019년 3월 20일에 확인함.
- Eliassen, Meredith. “Mourning George Washington”. 《mountvernon.org》. San Francisco State University: The Mount Vernon Ladies' Association.
- Ellis, Joseph J. (2004). 《His Excellency: George Washington》. Alfred A. Knopf. ISBN 978-1-4000-4031-5.
- Ferling, John E. (2000). 《Setting the World Ablaze: Washington, Adams, Jefferson, and the American Revolution》. New York: Oxford University Press. ISBN 0-19-513409-5.
- Flexner, James Thomas (1974). 《Washington: The Indispensable Man》. Boston: Little, Brown. ISBN 0-316-28605-2.
- “Fred W. Smith National Library for the Study of George Washington”. 《mountvernon.org》. Mount Vernon Ladies' Association. 2019. 2019년 3월 17일에 확인함.
- Ford, Worthington Chauncey (1900). 《George Washington》 2. New York: C. Scribner's Sons.
- Grizzard, Frank E. (2002). 《George Washington: A Biographical Companion》. Santa Barbara, California: ABC-CLIO. ISBN 1-57607-558-3.
- Henriques, Peter R. (2008). 《Realistic Visionary: A Portrait of George Washington》. 버지니아 대학교 출판부. 194, 196쪽. ISBN 9780813927411.
- Kurzius, Rachel (2017년 9월 5일). “Closed For More Than A Year, Washington Monument Isn't Expected To Reopen Until Spring 2019”. dcist. 2019년 3월 21일에 원본 문서에서 보존된 문서. 2013년 3월 20일에 확인함.
- Lear, Tobias (1799). 《Tobias Lear to William Augustine Washington December 15, 1799 (The Writings of George Washington, Volume 14)》. G. P Putman & Sons. 257쪽.
- Lillback, Peter A.; Newcombe, Jerry (2006). 《George Washington's Sacred Fire》. Providence Forum Press. ISBN 9780984765423.
- MacLeod, Jessie. “William (Billy) Lee”. 《mountvernon.org》. George Washington's Mount Vernon: The Mount Vernon Ladies' Association.
- Marx, Rudolph (August 1955). “A Medical Profile Of George Washington”. 《American Heritage》. 6권 5호 (American Heritage Publishing).
- Mooney, James L., 편집. (November 1983). 《Dictionary of American Naval Fighting Ships》 6. Defense Dept., Navy, Naval History Division. ISBN 0-16-002030-1.
- 《Mount Rushmore National Memorial South Dakota》 (PDF). National Park Service. 1965.
- “People”. National Park Service U.S. Department of the Interior. 2017년 10월 25일. 2019년 6월 8일에 확인함.
- “Presidential Library History”. 《archives.org》. National Archives. 2016년 8월 15일. 2019년 3월 17일에 확인함.
- Schlossberg, David, 편집. (2012). 《Infections of the Head and Neck》. Springer Science & Business Media. 135쪽. ISBN 9781461246404.
- Smith, Craig Bruce. “Status of Slaves in Washington's Will”. 《mountvernon.org》. Brandeis University: The Mount Vernon Ladies' Association. 2020년 6월 26일에 원본 문서에서 보존된 문서. 2025년 6월 26일에 확인함.
- “Ten Facts About Washington & Slavery”. 《mountvernon.org》. The Mount Vernon Ladies' Association.
- Wallenborn, White McKenzie, M.D. (1999). “George Washington's Terminal Illness: A Modern Medical Analysis of the Last Illness and Death of George Washington”. 《조지 워싱턴 문서》. 버지니아 대학교. 2018년 9월 24일에 원본 문서에서 보존된 문서. 2018년 6월 26일에 확인함.
- “Washington Monument History & Culture”. 2018년 4월 16일.
- Wineberger, James Albert (1858). 《The tomb of Washington at Mount Vernon Embracing a full and accurate description of Mount Vernon, as well as of the birthplace, genealogy, character, marriage, and last illness of Washington》. Washington, T. McGill.